# Lagan Mudik Punggasan
Lagan Mudik Punggasan is een bestuurslaag in het regentschap Zuid-Pesisir van de provincie West-Sumatra, Indonesië. Lagan Mudik Punggasan telt 2029 inwoners (volkstelling 2010).